# Iveco Stralis
Der Stralis ist ein Fahrzeugmodell des Herstellers CNH Industrial. Es deckt den Bereich oberhalb des Eurocargo ab 18 t zulässiger Gesamtmasse ab.

## Fahrerhäuser
| Bezeichnung | Breite  | Länge   | Innenraumhöhe | Einsatz         |
| ----------- | ------- | ------- | ------------- | --------------- |
| Hi-Way      | 2480 mm | 2215 mm | 1989 mm       | Fernverkehr     |
| Hi-Way      | 2480 mm | 2215 mm | 1516 mm       | Fernverkehr     |
| Hi-Road     | 2280 mm | 2100 mm | 1880 mm       | Regionalverkehr |
| Hi-Road     | 2280 mm | 2100 mm | 1210 mm       | Regionalverkehr |
| Hi-Street   | 2280 mm | 1660 mm | 1210 mm       | Stadtverkehr    |

## Motorisierung
Euro 6 Motoren:
Die Erdgasmotoren besitzen zur Einhaltung der Euro VI-Vorschriften keine Abgasrückführung (AGR) und keine Selektive Katalytische Reduktion (SCR), sondern nutzen wie im PKW Bereich Drei-Wege-Katalysatoren.
Die Dieselmotoren der Abgasnorm Euro 6 besitzen eine Commonrail-Einspritzung (Einspritzdrücke bis 2200 bar) und erreichen die Norm ohne Abgasrückführung durch die Verwendung von SCR. Des Weiteren wird in einigen Leistungsstufen ein elektronisch geregelter Turbolader mit variabler Geometrie verwendet.
Verfügbar sind insgesamt verschiedene Leistungsstufen aus fünf verschiedenen Hubraumvarianten.
Stralis NP (Natural Power), Erdgas
- Cursor 13, 12,9 l Hubraum: 338 kW (460 PS)
- Cursor 9, 8,7 l Hubraum: 294 kW (400 PS)
- Cursor 8, 7,8 l Hubraum: 243 kW (330 PS)
- Cursor 8, 7,8 l Hubraum: 221 kW (300 PS)
- Cursor 8, 7,8 l Hubraum: 200 kW (270 PS)

Stralis XP, Diesel
- Cursor 13, 12,9 l Hubraum: 420 kW (570 PS)[1]
- Cursor 13, 12,9 l Hubraum: 375 kW (510 PS)
- Cursor 11, 11,1 l Hubraum: 353 kW (480 PS)
- Cursor 11, 11,1 l Hubraum: 338 kW (460 PS)
- Cursor 11, 11,1 l Hubraum: 309 kW (420 PS)
- Cursor 9, 8,7 l Hubraum: 294 kW (400 PS)
- Cursor 9, 8,7 l Hubraum: 265 kW (360 PS)
- Cursor 9, 8,7 l Hubraum: 243 kW (330 PS)
- Cursor 9, 8,7 l Hubraum: 228 kW (310 PS)

Euro 4/5/EEV Motoren:
Alle Motoren sind Vierventil-R6 mit moderner Pumpe-Düse-Einspritzung, obenliegender Nockenwelle und teilweise variablem Turbolader.
Verfügbar sind verschiedene Leistungsstufen aus drei verschiedenen Hubraumvarianten:
- Cursor 8, 7,8 l Hubraum: 228–265 kW (310–360 PS)
- Cursor 8 CNG, 7,8 l Hubraum: 200–243 kW (270–330 PS)
- Cursor 10, 10,3 l Hubraum: 309/331 kW (420/450 PS)
- Cursor 13, 12,9 l Hubraum: 368/412 kW (500/560 PS)

Alle Motoren sind mit einer leistungsstarken Dekompressionsmotorbremse, Iveco Turbobrake ausgerüstet.

## Geschichte
Der Stralis wurde 2002 als Nachfolger des EuroStar (Int. Fernverkehr, Stralis AS) und EuroTech (Verteilerverkehr und Mittelstrecke, Stralis AT bzw. Stralis AD) vorgestellt. 2003 erhielt er erstmals die Auszeichnung Truck of the Year. 2006 erschien mit dem Stralis II, zunächst unter dem Namen Stralis Cube angekündigt, ein umfangreiches Facelift. 2013 wurde das überarbeitete Modell Stralis Hi-way erneut zum Truck of the Year gewählt. 2016 wurden die neuen Stralis Modelle XP und NP vorgestellt. Der IVECO Stralis XP, auch TCO2-CHAMPION von IVECO genannt, hat einen deutlich reduzierten Kraftstoffverbrauch. Mit dem IVECO Stralis NP macht IVECO als erster Hersteller den Fernverkehr erdgastauglich.
Der Stralis wird in Madrid produziert.

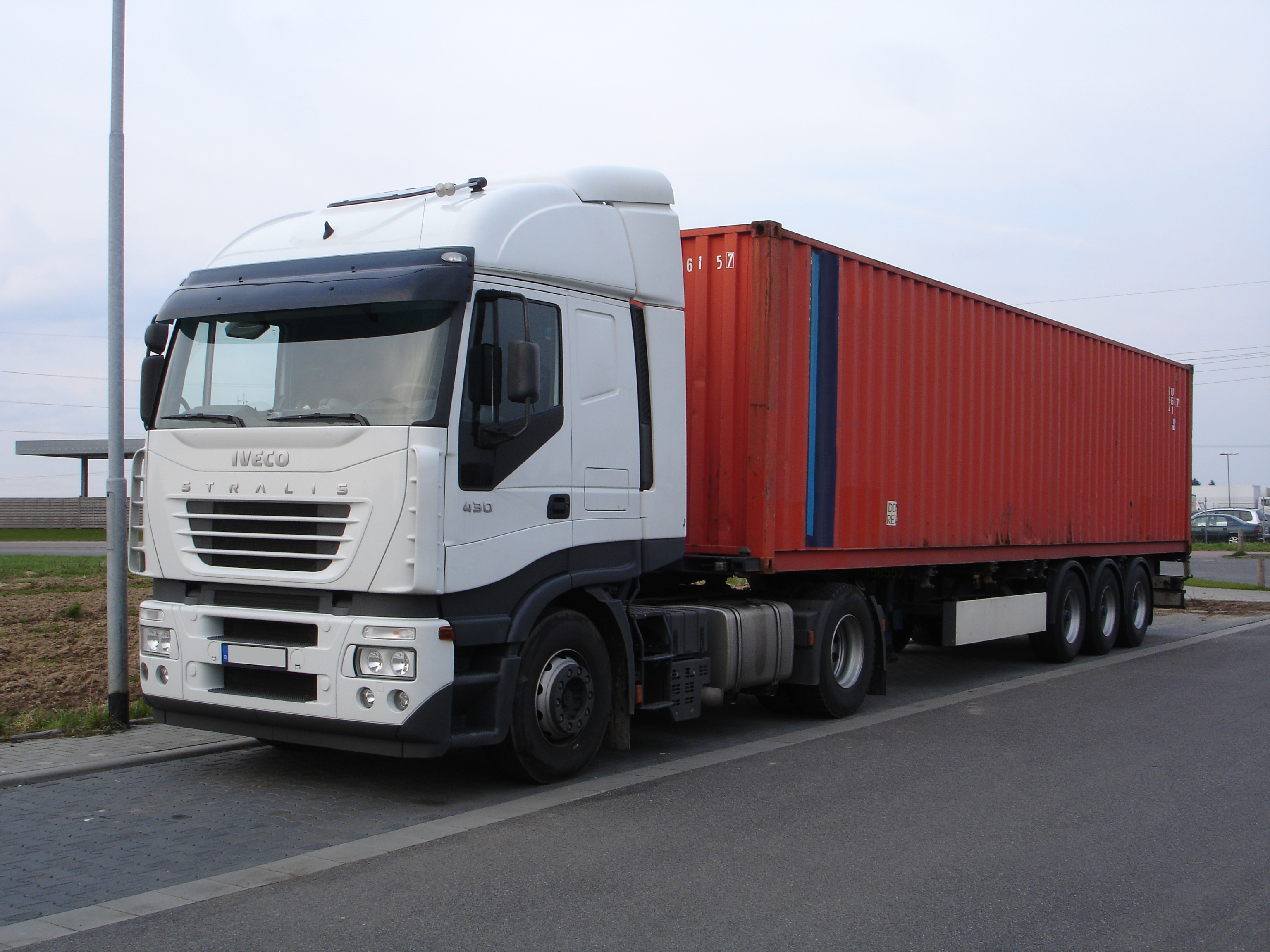
IVECO Stralis I AS 430 (2002 – 2007)
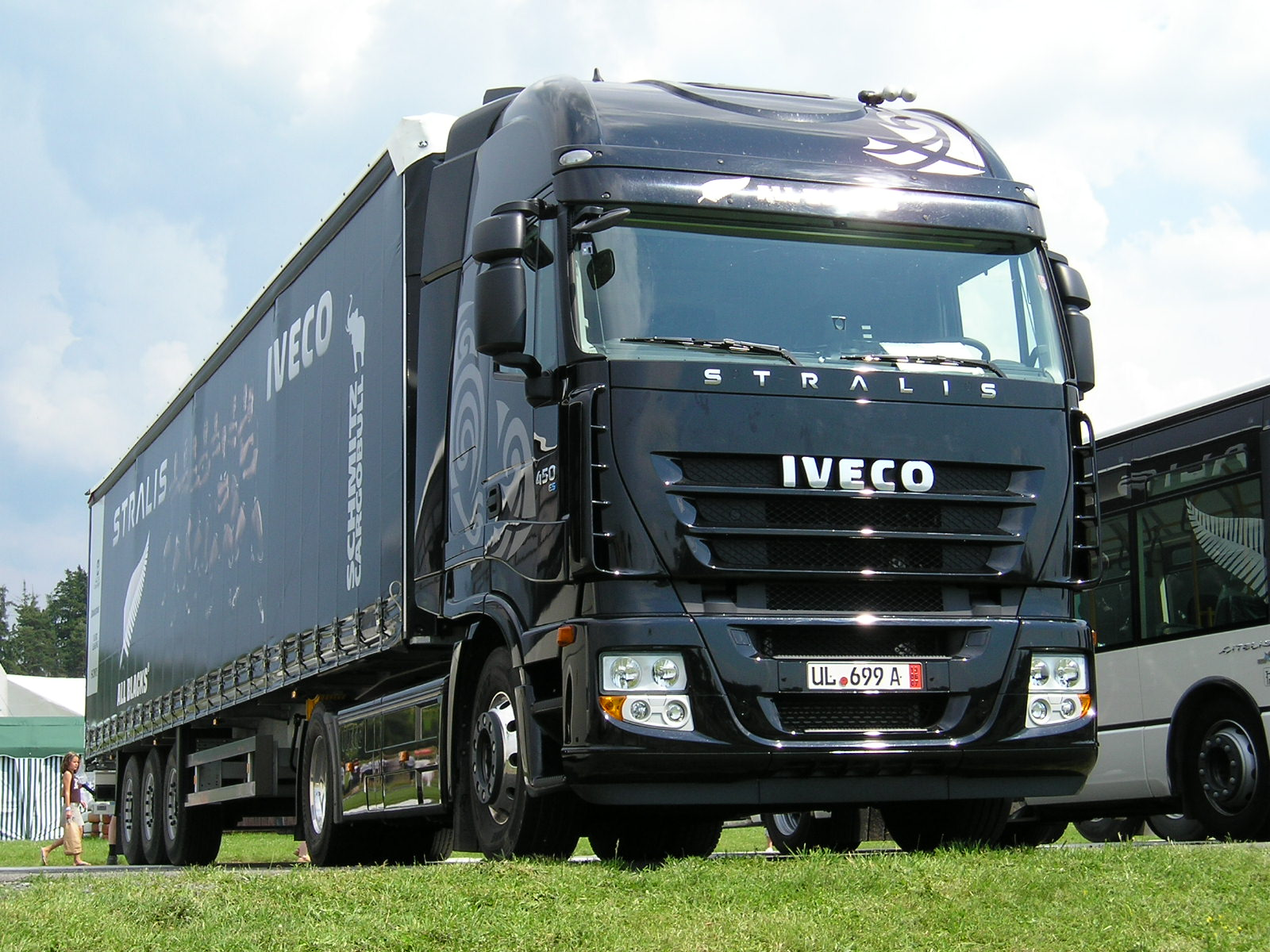
IVECO Stralis II AS 450 (2006 – 2012)
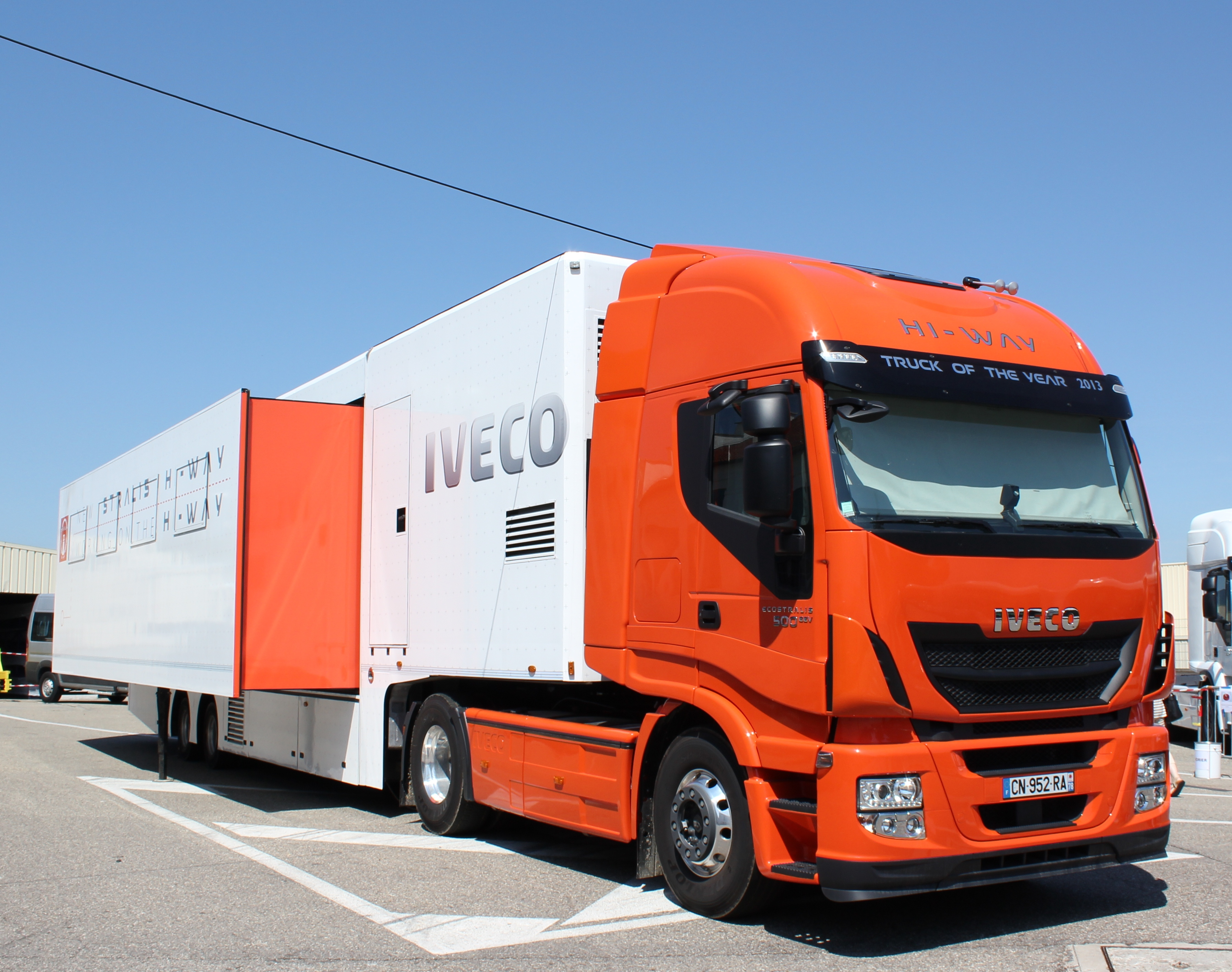
IVECO Stralis Hi-way (2013 – 2016)
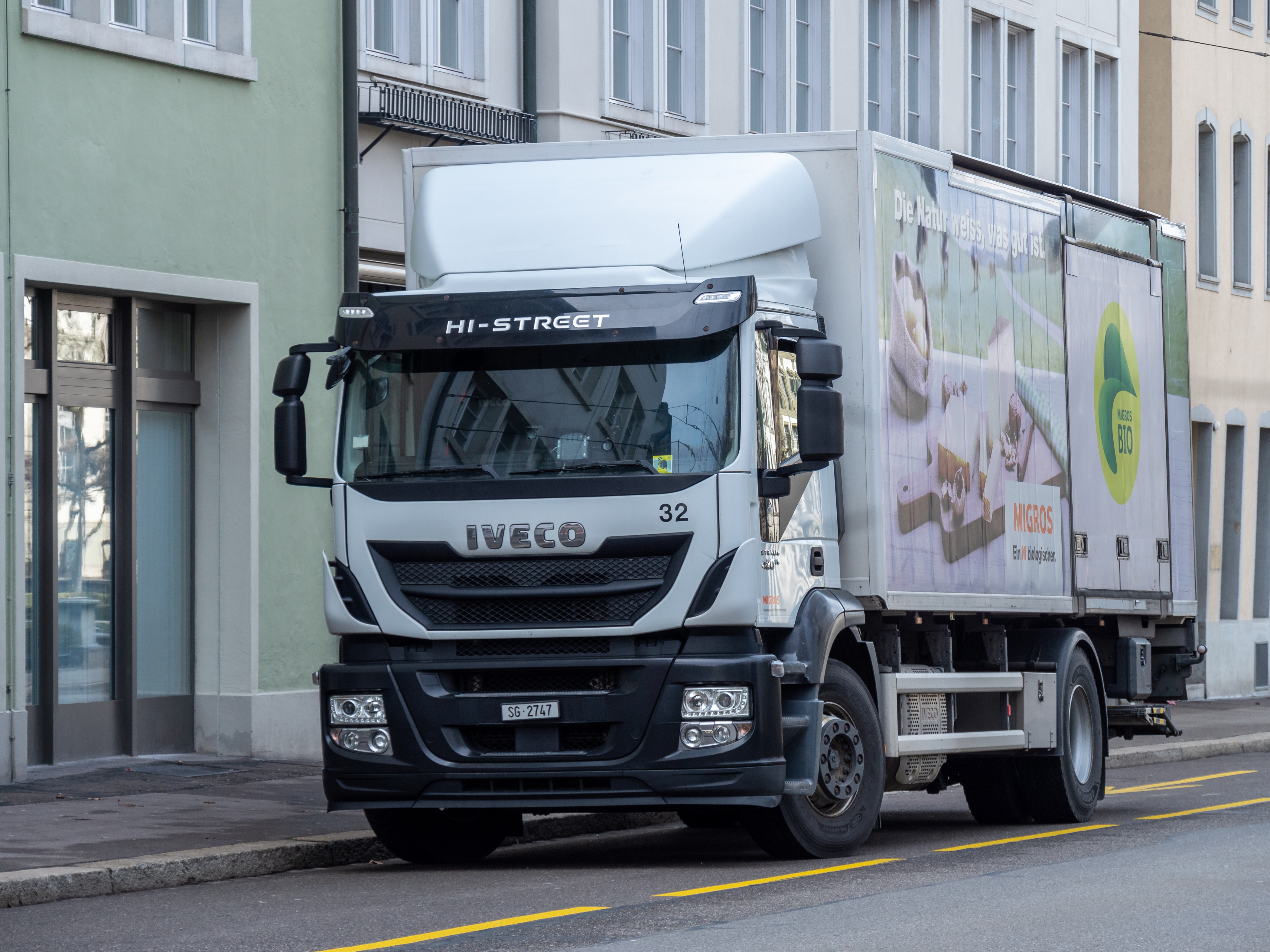
IVECO Stralis 420 Hi-street
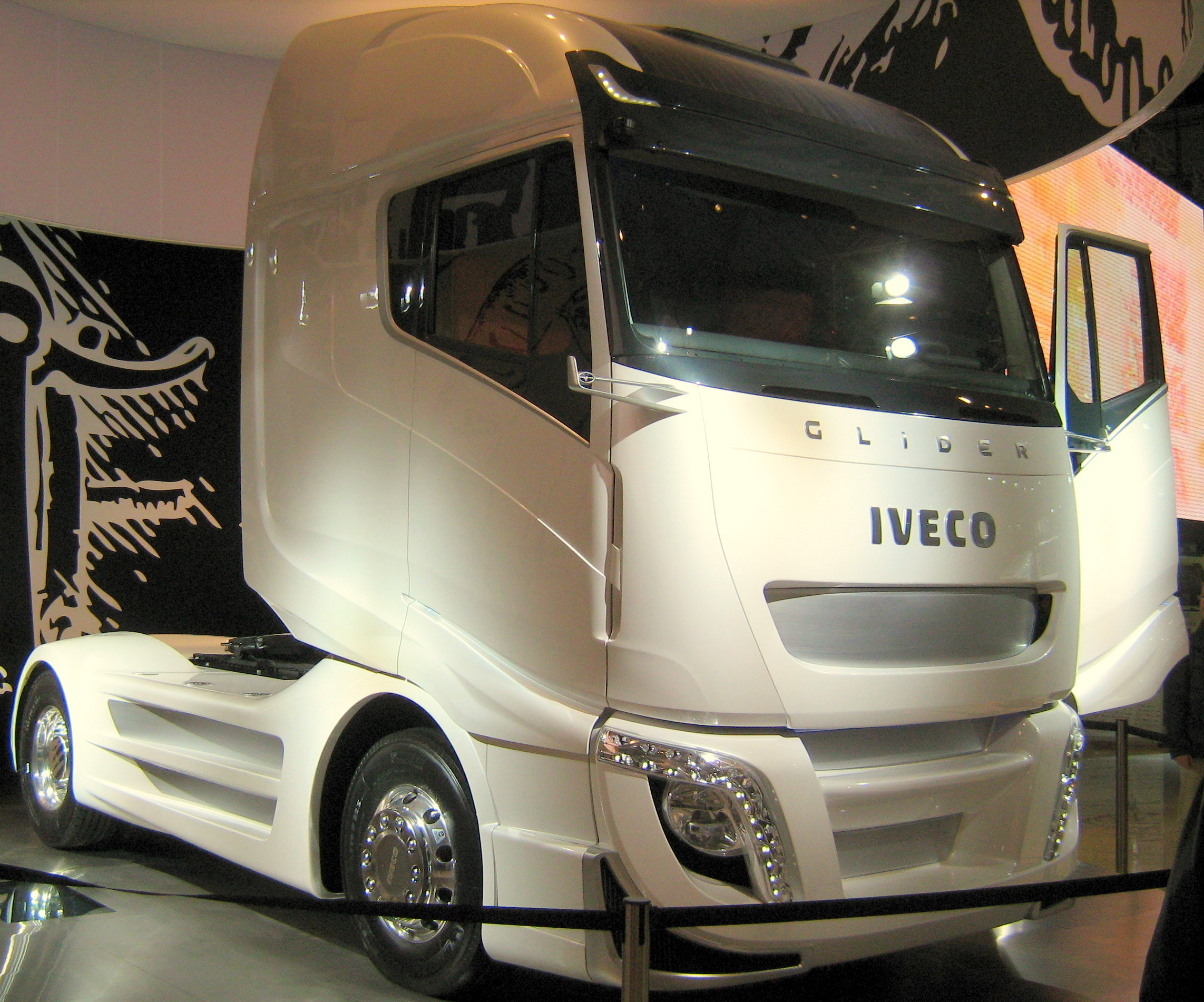
IVECO Glider 2010 Technologie LKW